# Ванбёль, Альбер
Альбер Ванбёль (фр. Albert Vanbuel, род. 5 декабря 1940 года, Хёсден-Золдер, Бельгия) — католический прелат, второй епископ Кага-Бандоро с 16 июля 2005 года по 27 сентября 2015 года. Член монашеской конгрегации салезианцев.

## Биография
Родился в 1940 году в городе Хёсден-Золдер, Бельгия. 25 августа 1959 года вступил в монашескую конгрегацию салезианцев. 19 апреля 1965 года принял монашеские обеты. 21 сентября 1967 года был рукоположён в священники. Изучал богословие в Лёвенском католическом университете, который окончил в 1969 году. В 1971 году в этом же университете защитил научную степень кандидата богословия. С 1994 года — на миссии в Центральноафриканской Республике.
16 июля 2005 года Римский папа Бенедикт XVI назначил его епископом Кага-Бандоро. 28 сентября 2005 года состоялось его рукоположение в епископы, которое совершил епископ Босангоа Франсуа-Ксавье Йомбандже в сослужении с архиепископом Банги Поленом Помодимо и архиепископом Либревиля Базилем Мве Энгоне.
27 сентября 2015 года подал в отставку.